# Xylobium squalens
Xylobium squalens är en orkidéart som först beskrevs av John Lindley, och fick sitt nu gällande namn av John Lindley. Xylobium squalens ingår i släktet Xylobium och familjen orkidéer. Inga underarter finns listade i Catalogue of Life.

## Bildgalleri

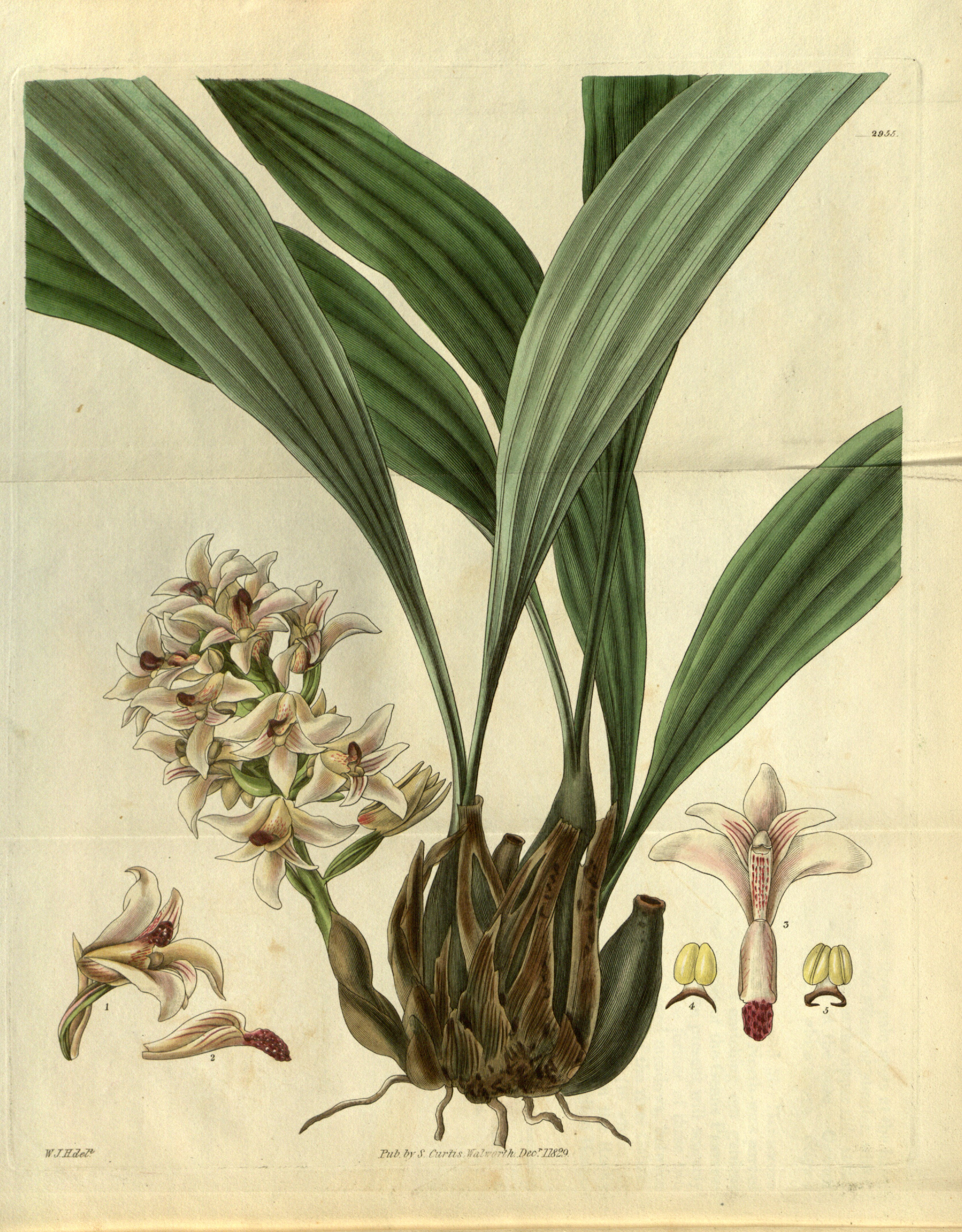